# Euphoria (Enrique Iglesias)
Euphoria è il nono album in studio del cantante spagnolo Enrique Iglesias. L'album è stato pubblicato da una collaborazione fra la Universal Republic e la Universal Music Latino, ed è stato pubblicato in tutto il mondo il 5 luglio 2010, ed il 6 luglio negli Stati Uniti d'America.
L'album figura la collaborazione di artisti come Akon, Usher, Juan Luis Guerra, Pitbull, Nicole Scherzinger e Wisin & Yandel. I testi delle canzoni sono sia in inglese che in spagnolo.
Il primo singolo estratto dall'album Cuando me enamoro ha raggiunto la prima posizione della classifica Top Latin Songs, mentre il secondo estratto I Like It, è giunta sino alla quarta posizione della Billboard Hot 100. Al momento della sua uscita, l'album ha debuttato al numero dieci sulla Billboard 200, con un fatturato di 27 000 copie. Attualmente ha venduto 3,5 milioni di copie in tutto il mondo. È stato anche l'album più venduto, del 2010, in America Latina.

## Singoli
- Cuando me enamoro featuring Juan Luis Guerra è stato pubblicato come primo singolo per il mercato spagnolo dall'album. La canzone ha debuttato alla 8 nella US Latin Pop Song e alla 25 nella Hot Latin Tracks. La canzone è diventata, per Iglesias, la venticinquesima Top 10 nella Top Latin Songs. Quattro settimane dopo, divenne la sua ventunesima prima posizione.[9][10]
- I Like It è stato pubblicato come primo singolo estratto dall'album per il mercato inglese. Venne pubblicato il 3 maggio 2010 negli Stati Uniti d'America, e il 28 giugno 2010 nel Regno Unito. Il brano, che dispone della collaborazione di Pitbull, ha raggiunto la posizione numero 4 nella Billboard Hot 100. Sette settimane più tardi, è salito alla 1 della Billboard Dance Chart Club, rendendo, per Iglesias la sua settima numero 1 in questa classifica.[11] La canzone anche raggiunto la prima posizione della Latin Pop Airplay Chart e ha raggiunto la posizione numero 3 nel Regno Unito. In Italia ha raggiunto la posizione numero 18.
- Heartbeat è stato pubblicato come secondo singolo estratto dall'album per il mercato inglese l'8 giugno 2010 negli Stati Uniti d'America, e il 4 ottobre 2010 nel Regno Unito.[12] La canzone contiene la collaborazione della cantante Nicole Scherzinger. Il video per il brano è stato pubblicato il 9 settembre 2010.[13] Il singolo ha raggiunto la posizione numero 8 nel Regno Unito, e la 12 in Italia.
- No me digas que no è stato pubblicato come secondo singolo estratto dall'album per il mercato spagnolo il 22 giugno 2010.[14] Il singolo contiene la collaborazione del duo musicale Wisin & Yandel. La canzone, tuttavia, non ha avuto tanto successo.[15] Iglesias ha effettuato la canzone al Latin Grammy Awards del 2010.[16] Il video musicale è stato pubblicato il 18 novembre 2010.[17]
- Tonight (I'm Fuckin' You) è stato pubblicato come quinto singolo estratto dall'album il primo novembre 2010. Il singolo è caratterizzata dalla collaborazione vocale del rapper statunitense Ludacris. La canzone eseguita per la prima volta American Music Award. Questo singolo, come I Like It, ha raggiunto la quarta posizione della Billboard Hot 100.
- Dirty Dancer è stato pubblicato come sesto singolo estratto dall'album. Originariamente, la canzone era in coppia con Usher, tuttavia è stata creata un'altra versione, pubblicata il 10 maggio 2011, con l'aggiunta del rapper statunitense Lil Wayne.[18]
- Ayer è pubblicato, il 5 luglio 2011, come terzo singolo per il mercato spagnolo. Il video è stato pubblicato agli inizi di agosto 2011.

## Tracce
Edizione internazionale
1. I Like It (featuring Pitbull) - 3:52
2. One Day at a Time (featuring Akon) - 4:01
3. Heartbeat (featuring Nicole Scherzinger) - 4:17
4. Dirty Dancer (featuring Usher) 3:39
5. Why Not Me - 3:36
6. No me digas que no (featuring Wisin & Yandel) - 4:28
7. Ayer - 3:33
8. Cuando me enamoro (featuring Juan Luis Guerra) - 3:21
9. Dile que - 3:42
10. Tú y yo - 4:01
11. Heartbreaker - 4:05
12. Coming Home - 4:00
13. Everything's Gonna Be Alright - 3:48
14. No me digas que no - 4:07

Edizione statunitense
1. Cuando me enamoro (featuring Juan Luis Guerra) - 3:21
2. No me digas que no (featuring Wisin & Yandel) - 4:28
3. Ayer - 3:33
4. Dile que - 3:42
5. I Like It (featuring Pitbull) - 3:52
6. One Day at a Time (featuring Akon) - 4:01
7. Heartbeat (featuring Nicole Scherzinger) - 4:17
8. Dirty Dancer (featuring Usher) - 3:39
9. Tú y yo - 4:01
10. No me digas que no - 4:07

Edizione britannica
1. I Like It (featuring Pitbull) - 3:52
2. One Day at a Time (featuring Akon) - 4:01
3. Heartbeat (featuring Nicole Scherzinger) - 4:17
4. Why Not Me? - 3:36
5. Dirty Dancer (featuring Usher) - 3:39
6. Heartbreaker - 4:05
7. Everything's Gonna Be Alright - 3:48
8. Coming Home - 4:00
9. Cuando me enamoro (featuring Juan Luis Guerra) - 3:21
10. No me digas que no (featuring Wisin & Yandel) - 4:28
11. I Like It (No Rap Edit) - 3:14

Deluxe edition
Edizione statunitense
1. I Like It (featuring Pitbull) - 3:52
2. One Day at a Time (featuring Akon) - 4:01
3. Heartbeat (featuring Nicole Scherzinger) - 4:17
4. Dirty Dancer (featuring Usher) - 3:39
5. Why Not Me - 3:36
6. No me digas que no (featuring Wisin & Yandel) - 4:28
7. Ayer - 3:33
8. Cuando me enamoro (featuring Juan Luis Guerra) - 3:21
9. Dile que - 3:42
10. Tú y yo - 4:01
11. Heartbreaker - 4:05
12. Coming Home - 4:00
13. Everything's Gonna Be Alright - 3:48

Edizione francese limitata (Bonus Track Edition)
1. Tonight (I'm Fuckin' You) (featuring  Ludacris & DJ Frank E) - 3:52
2. Heartbeat (RLS Radio Edit) (featuring Nicole Scherzinger) - 3:52
3. I Like It (Cahill Club Remix Edit) (featuring Pitbull) - 3:40
4. Cuando me enamoro (Mambo Kingz Remix) (featuring Juan Luis Guerra) - 3:29
5. Heartbeat(Glam As You Club Mix By Guena LG) (featuring Nicole Scherzinger) - 3:29

Speciale edizione indiana
1. Tonight (I'm Fuckin' You) (featuring  Ludacris & DJ Frank E) - 3:52
2. I Like It (featuring Pitbull) - 3:52
3. Heartbeat (India Mix) (featuring Sunidhi Chauhan) - 3:32
4. One Day at a Time (featuring Akon) - 4:05
5. Dirty Dancer (featuring Usher) - 3:34
6. Why Not Me? - 3:39
7. Heartbeat (featuring Nicole Scherzinger) - 4:17
8. No me digas que no (featuring Wisin & Yandel) - 4:30
9. Ayer - 3:33
10. Cuando me enamoro (featuring Juan Luis Guerra) - 3:20
11. Dile Que - 3:41
12. Heartbreaker - 4:05
13. Coming Home - 4:00
14. Everything's Gonna Be Alright - 3:48
15. No me digas que no - 4:07
16. Heartbeat (India Club Mix) (featuring Sunidhi Chauhan) - 3:32
17. I Like It (Cahill Club Remix Edit) (featuring Pitbull) - 6:31
18. I Like It (Chuckie Radio Mix) (featuring Pitbull) - 3:08

Edizione 2011 + Bonus Track
1. Tonight (I'm Fuckin' You) (featuring  Ludacris & DJ Frank E) - 3:53
2. I Like It (featuring Pitbull) - 3:52
3. One Day at a Time (featuring Akon) - 4:01
4. Heartbeat (featuring Nicole Scherzinger) - 4:17
5. Dirty Dancer (featuring Usher) - 3:34
6. Why Not Me? - 3:39
7. No me digas que no (featuring Wisin & Yandel) - 4:30
8. Ayer - 3:33
9. Cuando me enamoro (featuring Juan Luis Guerra) - 3:20
10. Dile Que - 3:41
11. Heartbreaker - 4:05
12. Coming Home - 4:00
13. Everything's Gonna Be Alright - 3:48
14. No me digas que no (Bonus Track) - 4:08
15. Tonight (I'm Lovin' You) (featuring  Ludacris & DJ Frank E) (Bonus Track) - 3:52
16. I Like It (Cahill Club Remix Edit) (featuring Pitbull) - 3:42
17. Heartbeat (Glam As You Radio Mix) (featuring Nicole Scherzinger) (Bonus Track) - 4:04

## Classifiche
| Classifica (2010)       | Posizione massima |
| ----------------------- | ----------------- |
| Australia               | 6                 |
| Belgio (Fiandre)        | 7                 |
| Belgio (Vallonia)       | 11                |
| Canada                  | 12                |
| Danimarca               | 16                |
| Europa                  | 5                 |
| Finlandia               | 11                |
| Francia                 | 10                |
| Grecia                  | 3                 |
| Irlanda                 | 10                |
| Italia                  | 55                |
| Norvegia                | 33                |
| Messico                 | 1                 |
| Paesi Bassi             | 5                 |
| Polonia                 | 25                |
| Regno Unito             | 6                 |
| Russia                  | 6                 |
| Scozia                  | 6                 |
| Spagna                  | 1                 |
| Stati Uniti             | 10                |
| Stati Uniti (latin pop) | 1                 |
| Stati Uniti (latin)     | 1                 |
| Svezia                  | 52                |
| Svizzera                | 4                 |